# Kenneth Mees
Charles Edward Kenneth Mees (26 de mayo de 1882 – 15 de agosto de 1960) fue un científico británico, destacado investigador en el campo de la fotografía. Contratado por la Eastman Kodak en 1912, dirigió los laboratorios de investigación de la compañía durante la mayor parte de su carrera.

## Biografía
Mees nació en Wellingborough, Inglaterra, hijo de un ministro metodista. Se educó en la Universidad de Londres, doctorándose en 1906 con una disertación sobre teoría fotográfica. Entre 1906 y 1912 trabajó para la compañía Wratten y Wainwright, Ltd., asistiendo a Frederick Wratten en el desarrollo de las primeras placas fotográficas pancromáticas, así como en el diseño de filtros de luz y luces de seguridad para los cuartos oscuros de revelado.
En 1912, la compañía Eastman Kodak adquirió Wratten y Wainwright, interesada en el potencial técnico de los hallazgos de Mees. Se trasladó a los Estados Unidos, pasando a ser el primer director de los Laboratorios de Investigación de Kodak en Rochester (Nueva York). 
Tras el ataque a Pearl Harbor, adquirió la ciudadanía estadounidense, de modo que pudo tener acceso a proyectos e información militar de alta seguridad.
Posteriormente fue nombrado vicepresidente encargado de Investigación y Desarrollo en Eastman-Kodak, cargo con el que se retiró en 1955. Recibió la Medalla Franklin en 1954.
Durante su carrera, publicó cerca de 100 artículos científicos y otros 60 trabajos de distintos tipos. Entre sus logros más destacables figura el desarrollo de emulsiones fotográficas sensibles para su uso en astronomía.
Mees también fue designado entre 1947 y 1954 el primer presidente del consejo de la George Eastman House de Rochester (el primer museo del mundo dedicado a la fotografía y sus técnicas).

## Publicaciones
- C.E. Kenneth Mees, An Atlas of Absorption Spectra, 1909.
- C.E. Kenneth Mees, The Photography of Colored Objects, 1909.
- C.E. Kenneth Mees, Photography, Macmillan Co., New York, 1942.
- C.E. Kenneth Mees, The Theory of the Photographic Process, Macmillan Co., New York, 1942.
- C.E. Kenneth Mees & S. Sheppard, Investigations on the Theory of the Photographic Process.
- C.E. Kenneth Mees, The Path of Science, J. Wiley & sons, inc., 1946.
- C.E. Kenneth Mees and John A. Leermakers, The Organization of Industrial Scientific Research, McGraw-Hill, 1950.
- C.E. Kenneth Mees, From dry plates to ektachrome film: a story of photographic research, Ziff-Davis Pub. Co., 1961.

## Premios y honores
- Medalla de progreso, Sociedad Fotográfica Real, Gran Bretaña.
- Henry Draper Medalla, Academia Nacional de Ciencias, 1936.[3]
- Medalla Franklin.
- Miembro de la Real Sociedad Fotográfica.
- Miembro de la Royal Society desde 1939.[4]
- Ingreso en el Salón de la Fama Internacional de la Fotografía en 1972.
- El Premio C.E.K. Mees, el máximo galardón concedido por la compañía Kodak a trabajos de investigación.
- La Medalla C.E.K. Mees, otorgada los años impares por la Sociedad Óptica Estadounidense, lleva este nombre en su honor, y fue dotado por la familia Mees.
- El Observatorio C.E.K. Mees de la Universidad de Rochester también conmemora su nombre.
- El cráter lunar Mees lleva este nombre en su memoria.[5]
- El Observatorio Solar Mees, situado en la cumbre del volcán Haleakala en Hawái.